# Де Хан, Ферри
Ферри де Хан (нидерл. Ferry de Haan; 12 сентября 1972, Капелле-ан-ден-Эйссел, Южная Голландия) — нидерландский футбольный защитник, ныне генеральный директор «Херенвена».

## Карьера

### В клубах
Всю карьеру де Хан провёл в системе роттердамского «Фейеноорда»: с 1998 по 2002 годы он выступал за первую команду клуба, а с 1996 по 1998 и с 2002 по 2007 годы играл за местный «Эксельсиор», который до 2008 года формально являлся фарм-клубом «Гордости Юга».
С «Фейеноордом» Ферри, среди прочего, стал обладателем Кубка УЕФА 2001/02 и был запасным в матче за Суперкубок УЕФА 2002 года, где голландцы уступили испанскому клубу «Реал Мадрид».
На протяжении всей карьеры де Хан страдал от хронической травмы колена: несмотря на то, что он был в заявке «Эксельсиора» вплоть до сезона 2006/07, после тяжёлой травмы, полученной в феврале 2004 года в игре против «ВВВ-Венло» он выходил в официальных встречах на поле ещё лишь трижды.

### В сборной
В феврале 2001 года Луи ван Гал вызвал де Хана в сборную Нидерландов на товарищеский матч против Турции, однако Ферри не смог прибыть на сбор из-за травмы нижней части позвоночника.

### На руководящих должностях
Де Хан занимает должность генерального директора «Эксельсиора».

## Достижения

### Командные
Как игрока «Фейеноорда»:
- Суперкубок УЕФА:
  - Финалист: 2002
- Кубок УЕФА:
  - Победитель: 2001/02
- Чемпионат Нидерландов:
  - Чемпион: 1998/99
  - Второе место: 2000/01
  - Третье место: 1999/2000, 2001/02
- Суперкубок Нидерландов:
  - Победитель: 1999

### Личные
Как игрока роттердамского «Эксельсиора»:
- Футболист года по версии болельщиков клуба: 1997/98